# رولویتس
رولویتس (به آلمانی: Rollwitz) یک شهر در آلمان است که در فرپومرن-گرایفسوالد واقع شده‌است. رولویتس ۹۲۵ نفر جمعیت دارد.